# Cá mương gai
Cá mương gai hay cá thầu dầu (danh pháp khoa học: Hainania serrata) là một loài cá theo truyền thống xếp trong họ Cyprinidae, nhưng gần đây một số tác giả chuyển nó vào họ Xenocyprididae. Loài này được tìm thấy ở Trung Quốc (các hệ thống sông Nam Độ Giang (南渡江) và Vạn Toàn Hà (万泉河) trên đảo Hải Nam) và Việt Nam (sông suối khu vực miền núi tây bắc Việt Nam). Nó cũng là loài duy nhất của chi Hainania.

## Mô tả
Loài cá nhỏ, chiều dài khoảng 10–13 cm. Màu thân xám sẫm phần lưng và trắng bạc ở phần bụng. Bụng hẹp và với các tấm vảy từ đáy chậu tới hậu môn; đầu dài và nhọn; miệng to; môi mỏng; mắt to, không gian lideen ổ mắt lồi; khe mang lớn. Tia vây lưng không phân nhánh cuối cùng với khía răng cưa mịn; vây ngực dài còn vây chậu ngắn.